# Método GeWorko
Método GeWorko (GeWorko Method) - es un enfoque innovativo para el estudio de los mercados financieros y el análisis de su dinámica Permite crear nuevos instrumentos financieros de una variedad amplia de activos disponibles, determinar el valor de un activo con relación al otro en una retrospectiva histórica y estudiar los cambios en el precio relativo de los nuevos instrumentos. La creación de los instrumentos nuevos, el número y los pesos de los activos incluidos en ellos, se determinan por el usuario y teóricamente se limitan solo por la imaginación.
Para la aplicación práctica del Método GeWorko ha sido desarrollado una tecnología, denominada Instrumento Compuesto Personal (PCI) (wikipdia’s material). La tecnología ha sido implementada en la plataforma de trading NetTradeX como una interfaz conveniente para la creación, modificación, reflexión en los gráficos y el comercio de PCI. 
El método permite al operador realizar sus ideas y estrategias del trading con instrumentos compuestos personales, revisar el comportamiento de sus instrumentos. Como resultado, se hace disponible un número prácticamente ilimitado de nuevos instrumentos para el análisis y trading.
El método permite convertir dos portfolios de activos en un instrumento nuevo, pero hay una gran varidedad de tales combinaciones. Como resultado, se hace disponible un número prácticamente ilimitado de nuevos instrumentos para el análisis y trading.